# 운천초등학교 (광주)
운천초등학교는 대한민국 광주광역시 서구에 있는 공립 초등학교이다.

## 학교 연혁
- 1995. 11. 08. 학교설립인가
- 1997. 06. 20. 운천초등학교 개교
- 1998. 11. 04. 광주광역시교육청 지정 교단선진화 시범학교 운영보고 (자연과를 중심으로)
- 1999. 03. 01. 상무 신도심 시범학교(현 위치)로 이전
- 2001. 09. 20. 광주광역시교육청 지정 교육정보활용 시범학교 운영보고 (사회과를 중심으로)
- 2003. 10. 02. 교육인적자원부 지정 교육행정정보시스템 시범학교 운영보고
- 2010. 10. 28. 광주광역시교육청 지정 2009 개정교육과정 연구학교 운영보고
- 2013. 10. 07. 광주광역시교육청 지정 진로교육 연구학교 운영보고
- 2014. 02. 18. 제17회 졸업(졸업생 총 4,281명)
- 2014. 03. 01. 제7대 모효준 교장 부임
- 2014. 03. 01. 28학급(일반학급 27, 특수학급 1)
- 2015. 02. 17. 제18회 졸업(졸업생 총 120명)
- 2015. 03. 01. 28학급(일반학급 27, 특수학급 1)

## 참고 자료
- 운천초등학교 - 한국교육학술정보원 학교알리미